# Pseudolimnophila (Pseudolimnophila) apicinigra
Pseudolimnophila (Pseudolimnophila) apicinigra is een tweevleugelige uit de familie steltmuggen (Limoniidae). De soort komt voor in het Oriëntaals gebied.